# Park Avenue Trail
Le Park Avenue Trail est un sentier de randonnée américain situé dans le comté de Grand, dans l'Utah. Protégé au sein du parc national des Arches, il parcourt le fond de la vallée dite Park Avenue, à laquelle il doit son nom.